# Aciotis
Aciotis là chi thực vật có hoa trong họ Mua.

## Hình ảnh

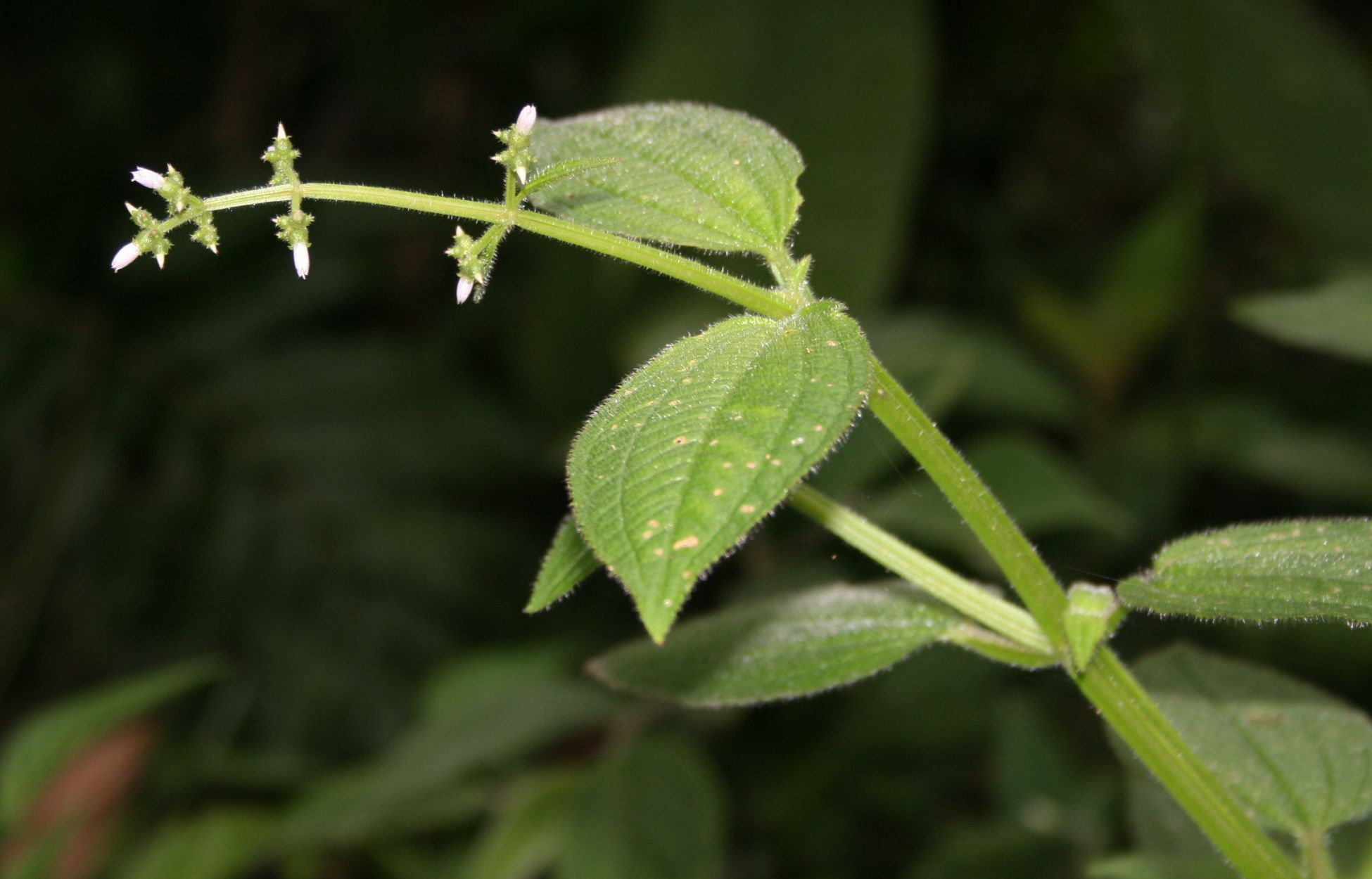

## Các loài chính
- Aciotis acuminifolia
- Aciotis acutiflora
- Aciotis alata
- Aciotis amazonica
- Aciotis anomala
- Aciotis annua
- Aciotis aquatica
- Aciotis aequatorialis
- Aciotis aristata
- Aciotis aristellata
- Aciotis asplundii